# مردی که از گاوریلو پرنسیپ دفاع کرد
مردی که از گاوریلو پرنسیپ دفاع کرد (انگلیسی: The Man Who Defended Gavrilo Princip) این فیلم بر اساس داستان واقعی ترور آرشیدوک فرانتس فردیناند ساخته شده‌است.